# Сен-Панталеон (Воклюз)
Сен-Панталеон (фр. Saint-Pantaléon) — коммуна во французском департаменте Воклюз региона Прованс — Альпы — Лазурный Берег. Относится к кантону Горд. 

## Географическое положение
Сен-Панталеон расположен в 33 км к юго-востоку от Авиньона. Соседние коммуны: Горд на севере, Руссийон на северо-востоке, Гу на юго-востоке, Бометт на юге, Оппед на юго-западе, Кустелле и Кабрьер-д’Авиньон на западе.
Эта одна из самых крошечных коммун Воклюза, занимающая лишь 78 га, находится на территории Регионального природного парка Люберон.

## Демография
Население коммуны на 2010 год составляло 186 человек.
| 1962 | 1968 | 1975 | 1982 | 1990 | 1999 | 2010 |
| ---- | ---- | ---- | ---- | ---- | ---- | ---- |
| 82   | 98   | 88   | 91   | 122  | 179  | 186  |

## Достопримечательности
- Церковь Сен-Панталеон, построена в XI веке, перестроена в XII веке.
- Оратория богородицы, XIX век.
- Ветряная мельница.